# 岡田倫代
岡田 倫代（おかだ みちよ、1959年 - ）は、日本の教育者、臨床心理士、公認心理師。学校心理士スーパーバイザー、上級教育カウンセラー。博士（医学）。

## 略歴
1959年、香川県に生まれる。1978年、香川県立観音寺第一高等学校卒業。大学を卒業しホテルに就職。同職を5年務めた後に私立高校教師となる。1999年、香川県立観音寺第一高等学校定時制課程英語教諭。2000年、香川大学教育学部大学院修士課程修了。2010年3月24日、香川大学医学部大学院博士課程修了、博士（医学）。2018年4月、国立大学法人高知大学大学院総合人間自然科学研究科教職実践高度化専攻教授。

## テレビ・ラジオ出演
- 2010年2月9日 - 『プロフェッショナル 仕事の流儀』「定時制高校、明日への一歩」（NHK総合テレビジョン）
- 2010年5月25日 - 『ラジオビタミン・ときめきインタビュー』にて「あなたの後ろにいつもいるからね」（NHKラジオ第1放送)
- 2011年1月20日21日 -『気ままにラジオ雨の日晴れの日曇りの日』「1時の特集～定時制レポート」観音寺第一高等学校（RNCラジオ）
- 2013年9月9日 -『プロフェッショナル 仕事の流儀SP』「育ての流儀スペシャル放送」（NHK総合テレビジョン）
- 2014年11月8日 -『突撃アッとホーム』（NHK総合テレビジョン）
- 2016年1月4日 -『プロフェッショナル 仕事の流儀』 「10周年スペシャル　そして、新たな闘いへ」（NHK総合テレビジョン）

## 著作物
博士論文
- 『Association between interpersonal relationship among high-school students and mental health』 2010年 香川大学 甲第511号

主な論文
- A Survey on Current Status of High-School Students’Sense of Self-Esteem – Correlations between High-School Students’Sense of Self-Esteem  and Satisfaction with School Life-　「School Health」（2009） Vol.5　No.１
- Association between interpersonal relationship among high-school students and mental health　「Environmental Health and Preventive Medicine」　(2010 )　Vol.15
- 高校生における抑うつ状態に関する調査―Birleson 自己記入式抑うつ評価尺度（DSRS－C）を用いて－「児童青年精神医学とその近接領域」 (2009）第50巻1号
- 高等学校におけるピア・サポートシステムの導入が生徒の学校生活への満足度に及ぼす効果「ピア・サポート研究」（2005）第2号

書籍
- 『5分10分30分でとにかく簡単　ピア・サポート力がつくコミュニケーションワークブック』（学事出版）2013年10月19日初版発行
- 『2分でできる　子どものメンタルヘルスチェックシート』（学事出版）2016年8月25日初版発行